# Sint-Radegundiskerk
De Sint-Radegundiskerk in Merendree, een plaats in de Belgische gemeente Nevele, is het enige kerkgebouw in België dat toegewijd is aan Radegundis.
De Sint-Radegundiskerk is een van oorsprong romaanse eenbeukige kerk en een van de oudste kerken van de streek. De achtzijdige vieringtoren is 12e-eeuws die samen met de kruisbeuk bewaard bleef. De kerk had erg te lijden onder de godsdiensttroebelen in de 16e eeuw (beeldenstorm) en moest voor een deel worden gesloopt. Haar huidig uitzicht verkreeg zij bij haar uitbreiding in 1881-1882. De gebruikte baksteen contrasteert met de blauwe Doornikse steen van de toren, het schip uit de 16e eeuw en het transept. In 1944 werd de kerk als monument beschermd. In het begin van de 21e eeuw werd ze gerestaureerd.
In de kerk bevindt zich de grafkelder van Gerulfus, een van de eerste martelaren in Vlaanderen. Later werden zijn stoffelijke resten overgebracht naar de Sint-Gerolfkerk te Drongen.

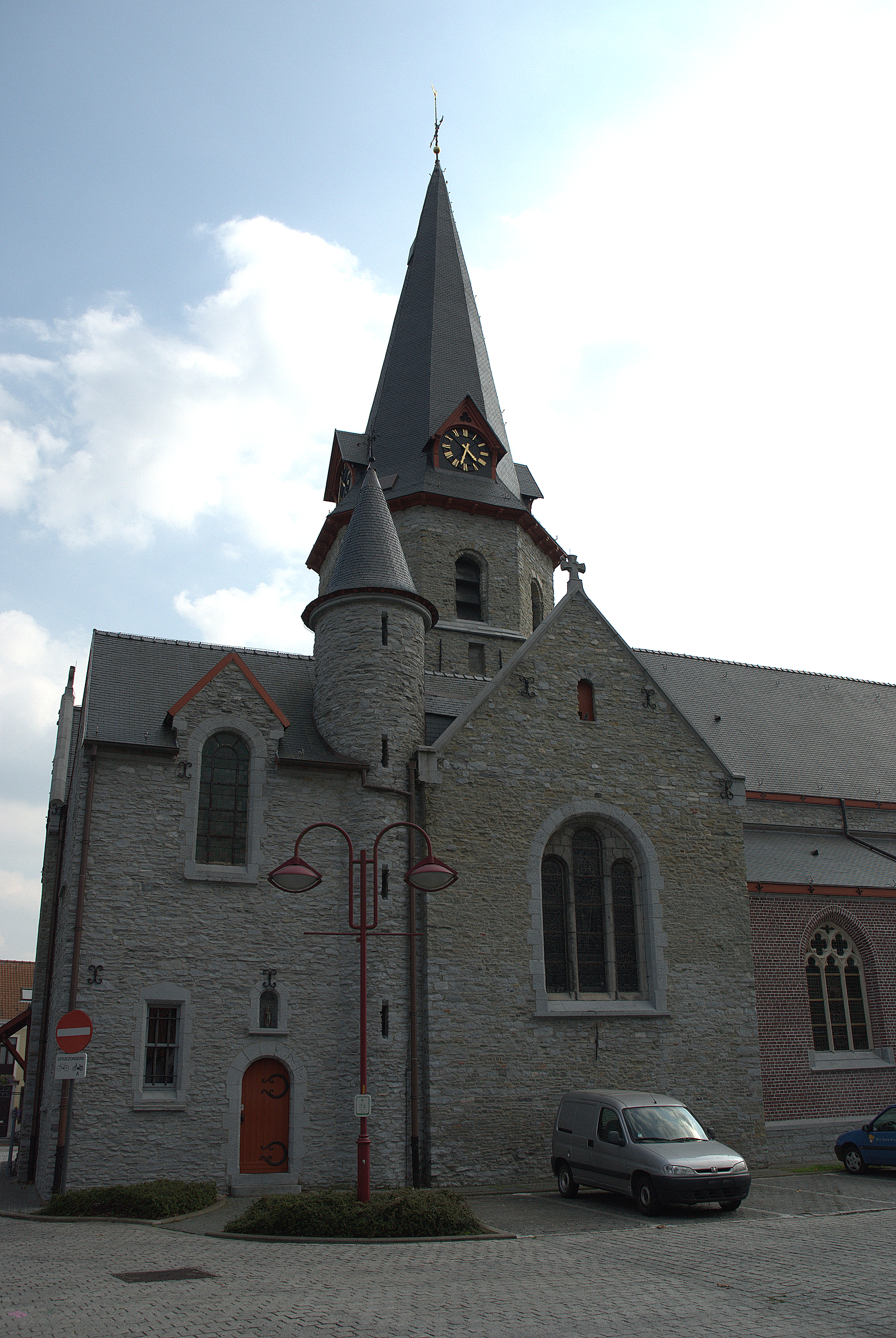
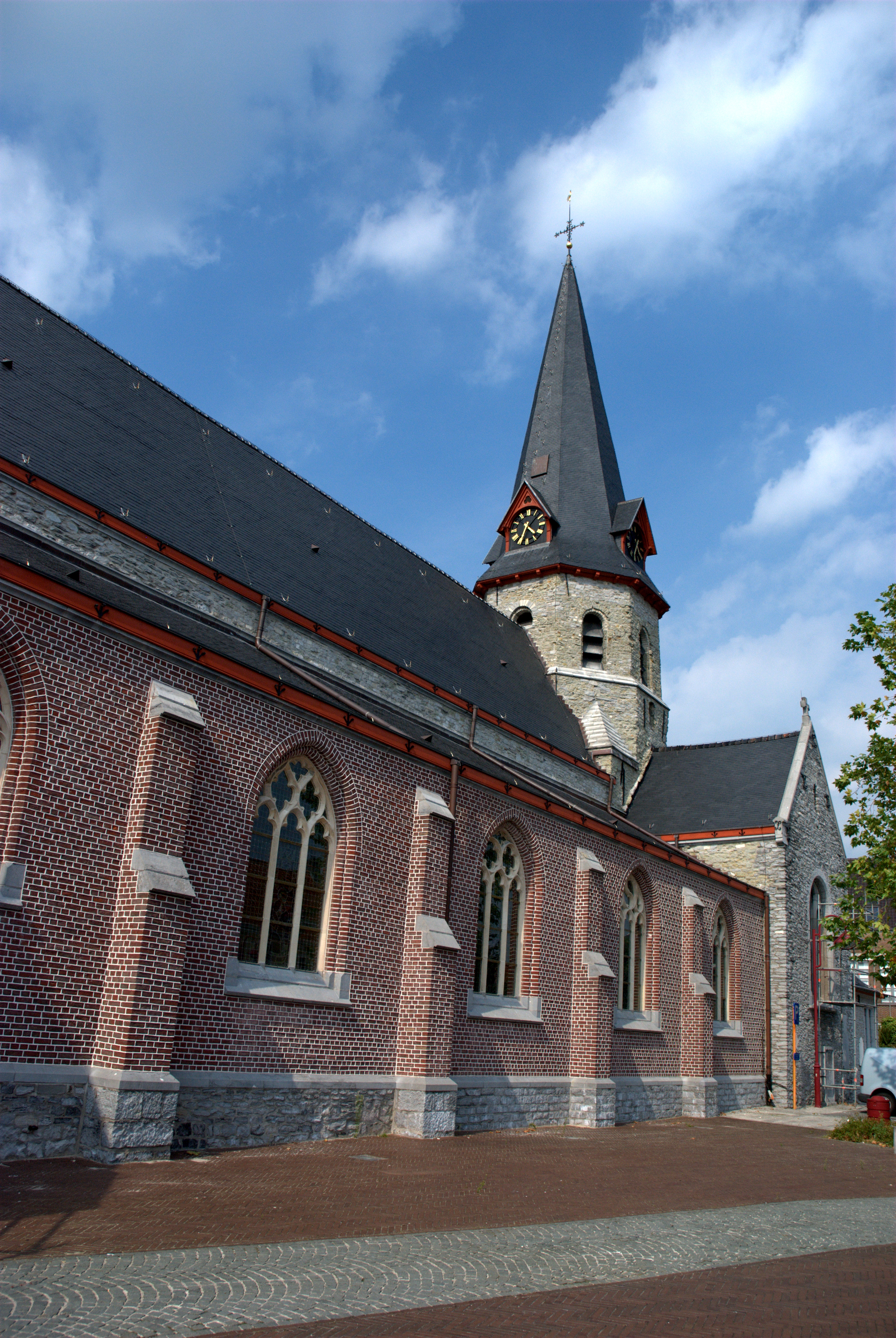